# Comasca
Comasca – wieś w Rumunii, w okręgu Giurgiu, w gminie Oinacu. W 2011 roku liczyła 593 mieszkańców.